# Плач перелітного птаха
«Плач перелітного птаха» — радянський художній фільм 1990 року, знятий режисером Бакитом Карагуловим на кіностудії «Киргизфільм».

## Сюжет
За повістю Чингіза Айтматова «Лицем до лиця». Щоб уникнути суворого покарання за дезертирство, Ісмаїл ховається в горах недалеко від рідного аулу. Іноді потайки герой вночі пробирається додому, де на нього щоразу чекає дружина Сейде. Одного разу її викликає майор НКВС і вимагає від неї зізнання. Жінка не видає чоловіка і, зустрівшись із ним знову, погоджується йти за перевал — туди, де їх ніхто не знає і де, можливо, вони ще будуть щасливі…

## У ролях
- Шайиргуль Касималієва — Сейде
- Бусурман Одуракаєв — Ісмаїл
- Гульнізат Омарова — Тотой
- Єрсаїн Телеубаєв — Мирзакул
- Сабіра Кумушалієва — Бексаат
- Асанкул Куттубаєв — Курман, листоноша
- Бакірдін Алієв — Емчі Муса
- З. Токтогазієв — слідчий
- А. Ісмаїлов — Асантай, син Тотой
- К. Болотканов — Жумабай
- Турсун Уралієв — епізод
- Т. Абдурахімов — епізод
- Ж. Кочорбаєва — епізод
- А. Чороєв — епізод
- Б. Уралієва — епізод
- А. Теміралієв — епізод
- Т. Алимкулов — епізод
- З. Асанов — епізод
- Абдималік Шерматов — епізод
- А. Мамеков — епізод
- Ж. Дуйшеєв — епізод
- У. Кидирмаєв — епізод

## Знімальна група
- Режисер — Бакит Карагулов
- Сценаристи — Чингіз Айтматов, Бакит Карагулов, Марат Сарулу
- Оператор — Марс Умаров
- Композитор — Муратбек Бегалієв
- Художник — Азім Торобеков